# تترافلوئورید قلع
تترافلوئورید قلع (به انگلیسی: Tin tetrafluoride) با فرمول شیمیایی SnF۴ یک ترکیب شیمیایی است. که جرم مولی آن ۱۹۴٫۷۰۴ g/mol می‌باشد. شکل ظاهری این ترکیب، جامد بی رنگ است.